# 13132 Ortelius
A 13132 Ortelius (ideiglenes jelöléssel (13132) 1994 PO32) a Naprendszer kisbolygóövében található aszteroida. Eric Walter Elst fedezte fel 1994. augusztus 12-én.